# カンポキアーロ
カンポキアーロ（イタリア語: Campochiaro）は、イタリア共和国モリーゼ州カンポバッソ県にある、人口約600人の基礎自治体（コムーネ）。

## 地理

### 位置・広がり

#### 隣接コムーネ
隣接するコムーネは以下の通り。括弧内のCEはカゼルタ県所属を示す。
- カステッロ・デル・マテーゼ (CE)
- コッレ・ダンキーゼ
- グアルディアレージャ
- ピエディモンテ・マテーゼ (CE)
- サン・グレゴーリオ・マテーゼ (CE)
- サン・ポーロ・マテーゼ
- ヴィンキアトゥーロ